# Оператор аматорської радіостанції
Оператор аматорської радіостанції (АРС) — особа, яка використовує обладнання для аматорського радіозв'язку для здійснення двостороннього особистого спілкування з іншими операторами-аматорами на радіочастотах, призначених для аматорського радіозв'язку.
Оператори АРС отримують дозвіл на експлуатацію (також відому, як ліцензію) АРС від урядових регулювальних органів після проходження іспиту на діючі закони, базові знання електротехніки, теорію радіо та експлуатацію радіо. У якості складової їхньої ліцензії, радіооператорам-любителям присвоюється позивний сигнал, який вони використовують для своєї ідентифікації під час спілкування. У всьому світі існує близько трьох мільйонів любителів радіоаматорів.
Оператори аматорських радіостанцій також відомі як радіоаматори.

## Демографія
| Країна           | К-ть операторів | % населення | Станом на | Джерело |
| ---------------- | --------------- | ----------- | --------- | ------- |
| США              | 761,317         | 0.233       | 2019      | [ 2 ]   |
| Японія           | 435,581         | 0.343       | 2015      | [ 3 ]   |
| Таїланд          | 176,278         | 0.275       | 2006      | [ 4 ]   |
| КНР              | 150,000         | 0.010       | 2019      | [ 5 ]   |
| Німеччина        | 94,491          | 0.11        | 2016      | [ 6 ]   |
| Канада           | 69,183          | 0.201       | 2011      | [ 7 ]   |
| Республіка Китай | 68,692          | 0.296       | 1999      |         |
| Іспанія          | 58,700          | 0.127       | 1999      |         |
| Велика Британія  | 58,426          | 0.094       | 2000      |         |
| Південна Корея   | 42,632          | 0.082       | 2012      | [ 8 ]   |
| Росія            | 38,000          | 0.026       | 1993      |         |
| Бразилія         | 32,053          | 0.016       | 1997      |         |
| Італія           | 30,000          | 0.049       | 1993      |         |
| Індонезія        | 27,815          | 0.011       | 1997      |         |
| Франція          | 14,160          | 0.02        | 2013      |         |
| Україна          | 17,265          | 0.037       | 2000      |         |
| Аргентина        | 16,889          | 0.042       | 1999      |         |
| Польща           | 13,600          | 0.035       | 2020      | [ 9 ]   |
| Австралія        | 15,328          | 0.067       | 2000      |         |
| Індія            | 15,679          | 0.001       | 2000      |         |
| Нідерланди       | 12,582          | 0.07        | 2018      | [ 10 ]  |
| Малайзія         | 10,509          | 0.04        | 2016      |         |
| Данія            | 8,668           | 0.156       | 2012      |         |
| Словенія         | 6,500           | 0.317       | 2000      |         |
| Австрія          | 6,228           | 0.070       | 2019      | [ 11 ]  |
| ПАР              | 6,000           | 0.012       | 1994      |         |
| Норвегія         | 5,302           | 0.106       | 2000      |         |
| Фінляндія        | 5,000           | 0.090       | 2016      | [ 12 ]  |
| Сербія           | 3,962           | 0.056       | 2020      | [ 13 ]  |
| Румунія          | 3,527           | 0.018       | 2017      | [ 14 ]  |
| Ірландія         | 1,836           | 0.040       | 2017      | [ 15 ]  |

### Стать
У переважній більшості країн переважною більшість радіоаматорів є чоловіки. Наприклад, у Китаї 12% любителів радіооператорів — жінки тоді як США також приблизно 15%. Існує міжнародна організація радіоаматорів-жінок, Young Ladies Radio League. 

### Вік
У більшості країн відсутня мінімальна вікова вимога для одержання ліцензії. Хоча кількість радіоаматорів у багатьох країнах зростає з року в рік, їх середній вік досить високий. У деяких країнах середній вік перевищує 80 років, більшість радіоаматорів отримують ліцензію у 40-60 років.  

## Галерея

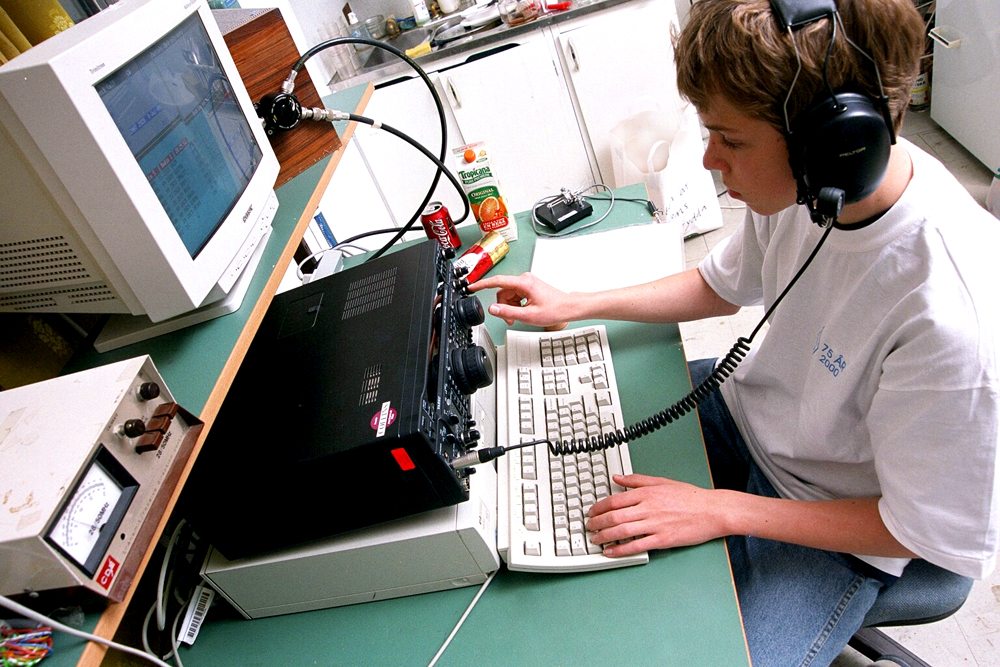
Оператор, що здійснює високошвидкісну телеграфію (HST).
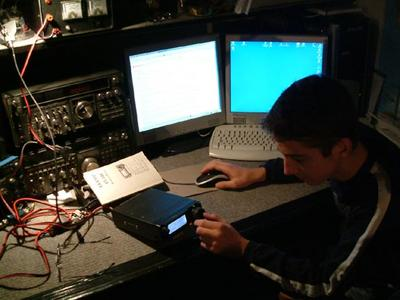
Оператор, що працює з короткими хвилями.
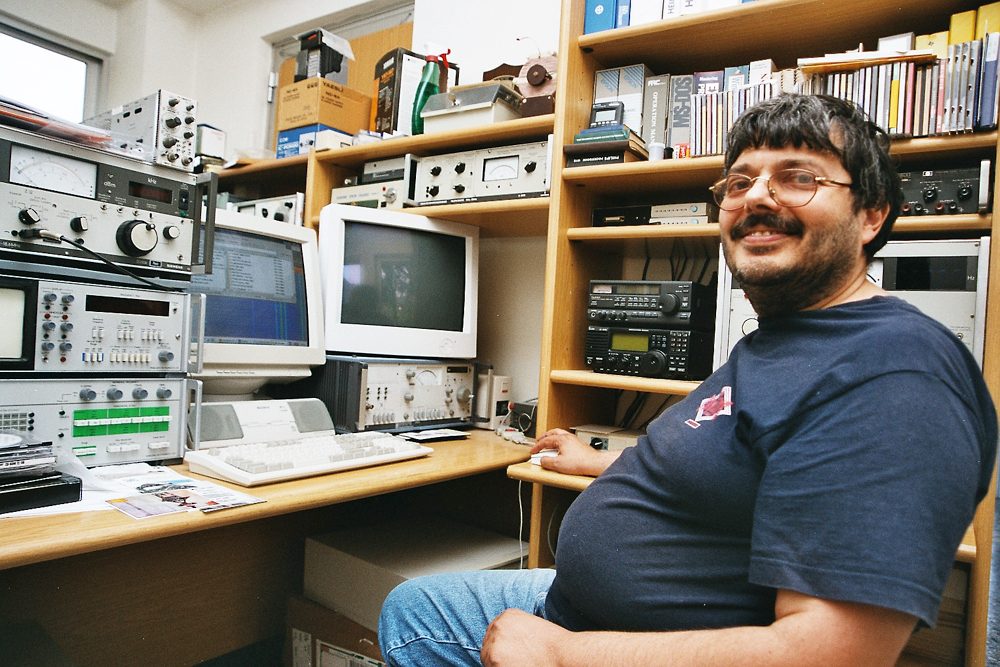
Аматорська радіостанція, обладнана для прийому VLF-сигналів.
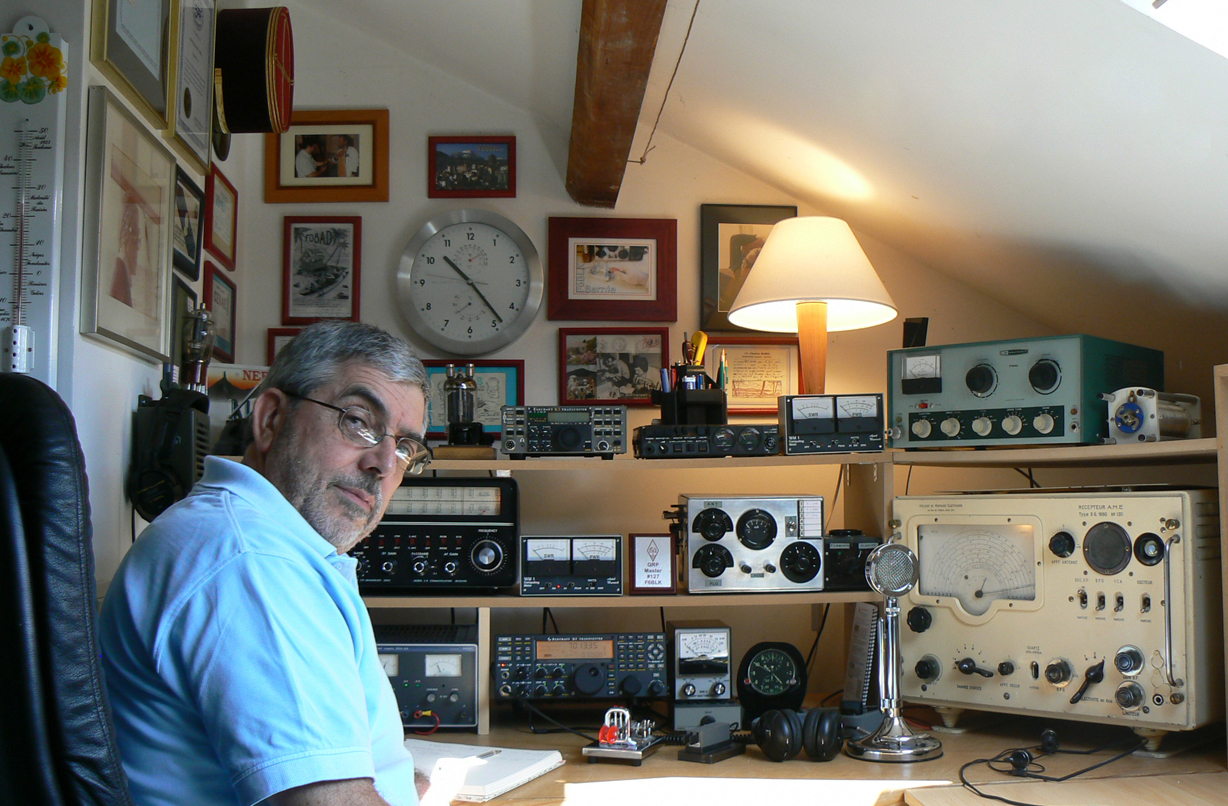
Shack F6BLK у вересні 2008 року.
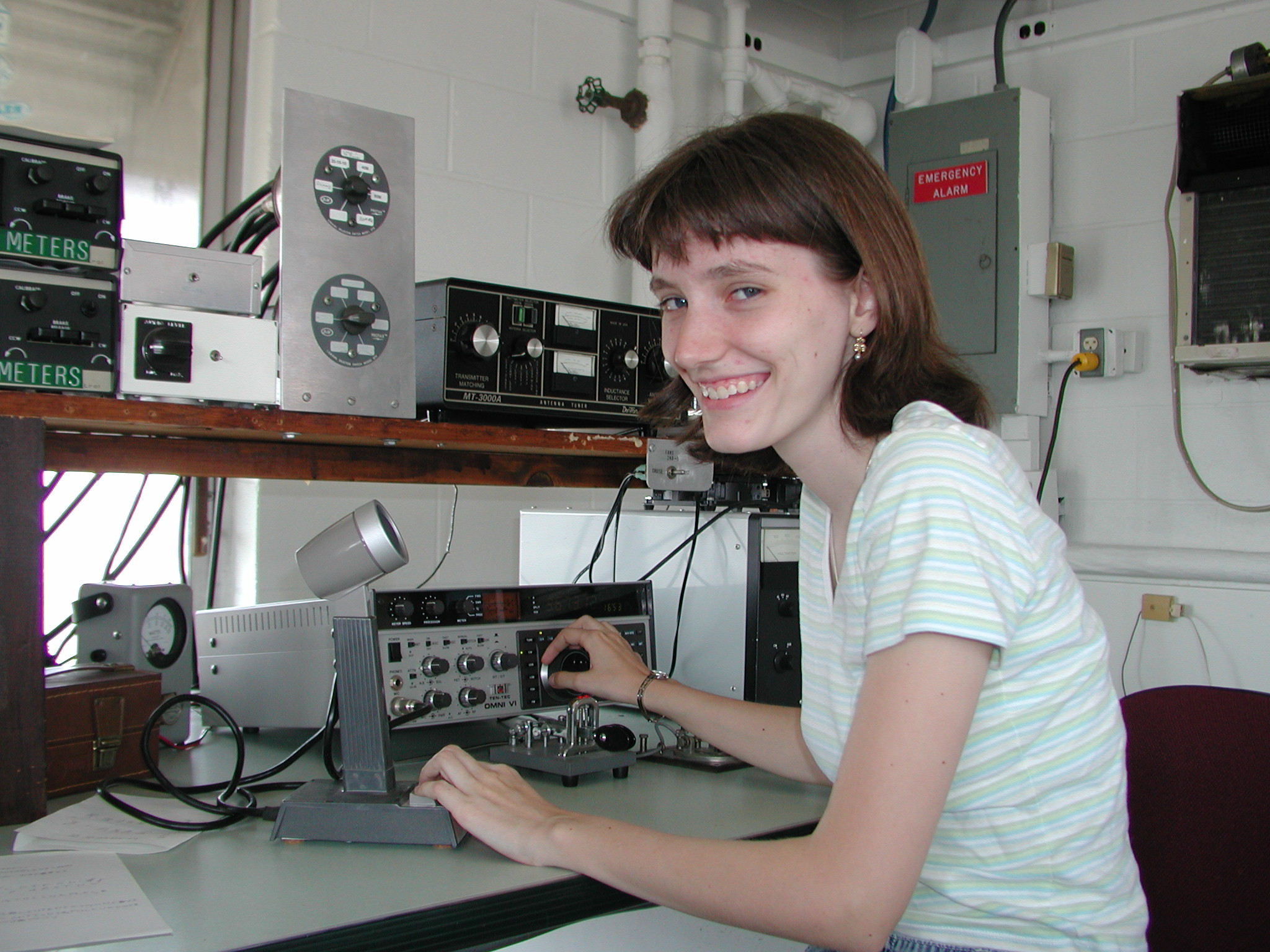
Оператор аматорської радіостанції.